# Fouilloy (Somme)
Fouilloy è un comune francese di 1 868 abitanti situato nel dipartimento della Somme nella regione dell'Alta Francia.

## Società

### Evoluzione demografica
Abitanti censiti